# Micrurus remotus
Espèce
Synonymes
- Micrurus psyches remotus Roze, 1987

Micrurus remotus est une espèce de serpents de la famille des Elapidae. 

## Répartition
Cette espèce se rencontre :
- dans le sud-est de la Colombie ;
- au Venezuela en Amazonas ;
- au Brésil en Amazonas.

## Publication originale
- Roze, 1987 : Summary of coral snakes (Elapidae) from Cerro de la Neblina, Venezuela, with description of a new subspecies. Revue Française d'Aquariologie-Herpétologie, vol. 14, n. 3 p. 109-112.